# Tombi!
Pour les articles homonymes, voir Tomba.
Tombi! (Tomba! aux États-Unis et Ore! Tomba au Japon) est un jeu de plates-formes à défilement horizontal développé par Whoopee Camp, sorti en 1998 sur PlayStation. Une suite fut développée par la suite sous le nom de Tombi! 2: The Evil Swine Return.

## Histoire
Tombi! prend place dans un groupe d'îles perdues au milieu de l'océan et indiquées sur aucune carte. Ces îles étaient un havre de paix jusqu'à l'arrivée des Vilains Cochons, qui utilisèrent leurs pouvoirs afin de mettre l'île sens dessus dessous. Leurs sbires, les Cochons Koma, profitant de leur mainmise sur l'île, volent le bracelet de Tombi, un présent de son grand-père.

## Système de jeu
Le jeu se construit sur un système de missions (très variées comme apprendre le langage des Nains en les chassant dans la forêt, ramener des poussins, retrouver un souriceau, récupérer le pantalon d'un singe...), durant lesquelles les capacités de Tombi (sauter, grimper, courir...) seront utilisées pour les mener à bien. Compléter ces missions rapporte des Points Aventuriers (AP) qui peuvent être échangés contre des objets ou de la nourriture. Toutes les missions ne sont pas obligatoires.

## Personnages
- Tombi est un jeune homme énergique aux cheveux roses ne portant que des shorts. Il parcourt l'île afin de retrouver son bracelet et de se débarrasser des Vilains Cochons. Très vorace et capable de dévorer n'importe quoi, il est équipé au début du jeu d'un short vert et d'une masse d'armes (lui servant à assommer ses ennemis, avant de les éliminer en leur sautant dessus.
- Charles est un singe possédant l'étrange don de s'attirer des ennuis. Tombi devra retrouver son pantalon sur le Mont Phénix. Outre ce don, Charles enseigne à Tombi de nouvelles techniques qui l'aideront à progresser dans sa quête, généralement en échange d'un service.
- Les sages sont quatre honorables vieillards qui aident Tombi, notamment en lui donnant des clés lui permettant d'ouvrir les différents coffres disséminés dans l'île.
- Yan du Village Caché, grand amateur de cache-cache. Il vous donnera des informations si vous le trouvez.
- Mizuno la sorcière. Elle vous récompensera si vous lui fournissez tous les ingrédients nécessaires à la fabrication de son bonbon.
- Le Phénix, à présent vieux et affaibli. Il essaye tout de même de transporter ceux qui en ont besoin.
- Le vieil Arbre de la Connaissance doit être réanimé grâce à l'activation de pompes à eaux. Il s'adresse à Tombi par l'intermédiaire d'un perroquet
- Les Nains sont les habitants de la forêt. Ils possèdent un langage qui leur est propre et Tombi devra en agresser quelques-uns, puis les mordre pour le comprendre. Ils travaillent également à la tour d'observation.
- Baron est un chien qui, une fois sauvé des spores envahissant la forêt, devra être soigné grâce aux herbes curatives du Mont Phénix. Une fois totalement guéri, il pourra téléporter Tombi dans des lieux déjà visités.
- Les Masakari sont un peuple vivant dans la Jungle Masakari. Ensorcelés par un des Vilains Cochons, ils deviennent hostiles envers quiconque tentant de traverser leurs terres.
- Les habitants du Village Baccus transformés en souris par un des Vilains Cochons. Ils se cachent sous un large chapeau pour n'effrayer personne.

## Ennemis
- Les Cochons Koma sont les sbires des Vilains Cochons et les premiers ennemis rencontrés par Tombi.
- Les oiseaux Kokka sont des voleurs d'œufs. Présents aux alentours du Village où Tout Débute, ils couvent des œufs qui ne sont pas les leurs.
- Les plantes carnivores ressemblent à des œufs. Elles réagiront cependant en cas d'agression.
- Les alligators sont des sauriens bleus protégés par une carapace rouge à piques jaunes. Ils deviennent vulnérables une fois cette protection défaite.
- Les Bosungees sont des monstres tentaculaires flottant au-dessus de la forêt des champignons. Il en existe de deux sortes : une rouge et une jaune, cette dernière étant plus forte.
- Les Vilains Cochons sont au nombre de sept. Ils sont tous caractérisés par une couleur, et sont responsables des altérations physiques de l'île :
  - Rouge : Est le responsable des vents du Mont Phénix. Il est le plus puissant des sept Cochons.
  - Orange : Est le responsable de la transformation des habitants du Village Baccus en souris
  - Jaune : Est le responsable de l'inondation d'un village de l'île. Il se bat dans une arène sous-marine
  - Vert : Est le responsable des éruptions de la Caverne des Laves.
  - Bleu : Est le responsable de la disparition de la forêt sous les spores
  - Bleu marine : Est la responsable de l'hostilité du peuple Masakari. Elle est également la seule femelle parmi tous les cochons.
  - Rose : Est le responsable de la transformation du Manoir du Lac Baccus en manoir hanté.

Pour vaincre ces cochons, il convient de posséder le sac à Vilain Cochon correspondant. Ainsi le cochon bleu ne pourra être capturé que grâce au sac bleu, le cochon rose grâce au sac rose, etc. Une fois le cochon vaincu, sa malédiction est levée et l'endroit ensorcelé reprend son aspect d'origine.
- Le Grand Vilain Cochon est le maître de tous les cochons. Il garde une grande quantité d'or sur son île. Il est censé être le plus puissant parmi les cochons même si la seule capacité magique qu'il utilise est de geler Tombi pendant quelques secondes, ce qui n'en fait pas un monstre difficile à battre.

## Critiques
Même si le jeu a reçu des critiques globalement positives lors de sa sortie, peu d'exemplaires ont été vendus, et le jeu n'a pas acquis le titre Platinum, ce qui n'empêcha pas Whoopee Camp de sortir une suite avant de disparaître.
À présent, le jeu est mieux considéré par les joueurs et est quelquefois considéré comme culte. Il apparait parfois dans les listes de meilleurs jeux et est très recherché par les collectionneurs. Les copies se vendent à des prix assez élevés sur des sites de vente en ligne.